# Feldstraße (stacja metra)
Feldstraße – stacja metra hamburskiego na linii U3. Stacja została otwarta 25 maja 1912. Znajduje się w dzielnicy St. Pauli.

## Położenie
Stacja Feldstraße jest stacją podziemną. Znajduje się pod Feldstraße. W pobliżu stacji znajduje się tereny Heiligengeistfeld, gdzie organizowany jest Hamburger Dom.